# Karim Safsaf
Karim Safsaf es un futbolista profesional francés que actualmente juega para el KAC de Kenitra en Marruecos.

## Clubes
| Club                | País      | Año           |
| ------------------- | --------- | ------------- |
| A.S. Mónaco F.C.    | Francia   | 2012–2014     |
| Stade Brestois      | Francia   | 2014          |
| Toulouse Rodéo      | Francia   | 2014          |
| AC Ajaccio          | Francia   | 2015–2016     |
| Club Olimpia de Itá | Paraguay  | 2016          |
| KAC de Kenitra      | Marruecos | 2016–Presente |

## Estadísticas
| Club           | Temporada | Liga                | Liga | Liga  | Continental | Continental | Otro | Otro  | Total | Total |
| Club           | Temporada | División            | PJ   | Goles | PJ          | Goles       | PJ   | Goles | PJ    | Goles |
| -------------- | --------- | ------------------- | ---- | ----- | ----------- | ----------- | ---- | ----- | ----- | ----- |
| Olimpia de Itá | 2016      | División Intermedia | ?    | ?     | -           | -           | -    | -     | ?     | ?     |
| Total          | Total     | Total               | -    | -     | -           | -           | -    | -     | -     | -     |